# Foster's Hollywood
Foster's Hollywood és una cadena de restaurants de menjar americà localitzada a Espanya. Els seus establiments són caracteritzats com a casual restaurants, en tot cas entesos als seus inicis en el marc d'una cultura externa com a «restaurants ètnics», igual que podrien ser els italians o els orientals.

## Història
L'empresa fou fundada l'any 1971 per iniciativa d'un grup de californians residents a Espanya (Mark Brownstein, Douglas Delfeld i els germans Anthony i Stephen Unger) estretament vinculats al món cinematogràfic. Sentien enyorança pel menjar típic americà i varen fundar aquest nou negoci. Va ser la primera cadena de menjar americà a Espanya i, alhora, una de les primeres a Europa. El primer restaurant de la franquícia va obrir-se al mateix any al carrer de Magallanes, 1 de Madrid. Cert dia, un reporter del The New York Times va fer una crítica de l'establiment enunciant que allà podrien menjar-se "probablement els millors anells de ceba del món".
D'ençà que es va crear el primer establiment, la cadena progressivament va anar creixent i l'any 1994 comptava amb vint-i-dos restaurants per tot Espanya i també Portugal. La seva expansió va donar un vertiginós impuls quan va donar el salt als Estats Units, concretament a Florida. L'any 1994 va obrir el seu primer restaurant a Tampa, arribant a col·locar set franquícies (dos a Tampa, tres a Orlando i una a Lakeland, més el projecte d'un vuitè restaurant a Kissimmee). Tot i això, la companyia va fer un gir copernicà en la seva estratègia i va tancar totes les seves franquícies a Florida al llarg de 1996, quan algunes d'aquestes portaven obertes menys d'un any.
El 2012, la cadena reuneix 27 restaurants tan sols a Madrid i més de 186 establiments repartits per tot el territori espanyol. La cadena disposa d'una gran proporció d'establiments franquiciats, gestionats en la seva totalitat pel Grupo Zena.

## Disseny i carta
Tots els establiments de la marca comparteixen una mateixa estètica, típicament americana, com «una actualització contemporània d'un quadre de Norman Rockwell», ambientada en l'esfera hollywoodiana i els mites del cinema. Gran quantitat de cartells de pel·lícules cobreixen les parets d'uns interiors amb una essència rústica i gran presència de mobiliari de fusta. A les taules, la cadena presenta plats i gots característics fidels a l'estil americà.
El menú inclou menjar tex-mex, costelles rostides, bistecs, sandvitxos, amanides fresques i, com a plat emblemàtic i pel que la cadena s'ha anat constituint com una certa icona cultural, hamburgueses cuinades a la brasa a la barbacoa.